# Claribel Alegría
Claribel Isabel Alegría Vides, nota semplicemente come Claribel Alegría (Estelí, 12 maggio 1924 – Managua, 25 gennaio 2018), è stata una poetessa, giornalista e scrittrice nicaraguense autrice anche di alcuni saggi, considerata con la connazionale Gioconda Belli la maggiore esponente della Letteratura del Centro America e ritenuta candidata per il Premio Nobel per la Letteratura 2016.

## Biografia
Nata a Estelí, una piccola città del Nicaragua (Nazione situata nell'America centrale), crebbe tuttavia a Santa Ana, nel Dipartimento di Santa Ana, nel Salvador (altra Nazione centroamericana). Nel 1943 si trasferì negli Stati Uniti per studiare e nel 1948 ricevette il B.A. (Bachelor of Arts), cioè la laurea, in Filosofia e Letteratura alla prestigiosa George Washington University di Washington.
Tornata in Patria, legandosi al Fronte Sandinista di Liberazione Nazionale, d'ispirazione marxista, fu coinvolta nelle proteste nonviolente contro la dittatura del presidente Anastasio Somoza Debayle. Nel 1979 Somoza Debayle cadde e il Fronte prese il potere in Nicaragua, ma l'Alegría, che nel frattempo aveva iniziato la propria carriera di poetessa, scrittrice, giornalista e saggista, decise di tornarvi solo nel 1985, cioè quando Daniel Ortega, dirigente militare del Fronte, divenne presidente. In seguito visse a Managua, la capitale del Paese.

## Opera, pensiero e riconoscimenti
Scrittrice popolare in tutta l'America latina, dal Messico sino al Sudamerica compreso, è identificata come un'autrice della generación comprometida. Poetessa severa e critica, a volte pessimista, in un classico umore mutevole come mutevole è la situazione politica del Centro America, usa nelle sue poesie il linguaggio comune, del popolo, e spesso una sua composizione non supera la decina di versi. Ha scritto anche romanzi, racconti e storie per bambini.
Nel 1978 ha ricevuto a Cuba il Premio Casa de las Américas, il più prestigioso riconoscimento letterario del Centro America, il Neustadt International Prize for Literature, conferitole dall'Università dell'Oklahoma nel 2006, il Premio Regina Sofia di poesia ibero-americana a Madrid nel 2017 e il dottorato honoris causa nel 1998 all'Eastern Connecticut State University e nel 2005 all'Università di León.
In Italia è stata insignita della commenda dell'Ordine della Stella della Solidarietà Italiana nel 2010 e ha vinto il premio internazionale del Premio Camaiore nel 2016.

### Elenco delle opere (titoli in spagnolo e in inglese)
- Anillo de silencio (1948)
- Suite de amor, angustia y soledad (1950)
- Vigilias (1953)
- Acuario (1955)
- Tres cuentos (1958)
- Huésped de mi tiempo (1961)
- Vía única (1965)
- Cenizas de Izalco (1966)
- Aprendizaje (1970)
- Pasaré a cobrar y otros poemas (1973)
- Sobrevivo (1978, Premio Casa de las Américas de Poesía)
- La encrucijada salvadoreña (1980)
- Nicaragua: la revolución sandinista (1980)
- Flores del volcán; Suma y sigue (1981)
- Flowers from the Volcano (1983)
- No me agarran viva: la mujer salvadoreña en lucha (1983)
- Para Romper El Silencio: Resistencia y Lucha en las Carceles Salvadoreñas (1983)
- Álbum familiar (1984)
- Despierta, mi bien, despierta (1986)
- Luisa en el país de la realidad (1987)
- Ashes of Izalco: a Novel (1989)
- Woman of the River (Pitt Poetry Series) (1989)
- They Won't Take Me Alive: Salvadoran Women in Struggle for National Liberation (1990)
- Family Album (1991)
- Fugue (1993)
- Death of Somoza (1996)
- Thresholds/Umbrales: Poems (1996)
- Tunnel to Canto Grande (1996)
- El Nino Que Buscaba A Ayer (1997)
- Sorrow (1999)
- Casting Off (2003)
- Soltando Amarras (2003)
- Voci (2015)

#### Opere tradotte in inglese
- Luisa in Realityland, trans. Darwin J. Flakoll, New York, Curbstone Press, 1987. ISBN 0-915306-70-0
- Sorrow, trans. Carolyn Forché, New York, Curbstone Press, 1999. ISBN 1-880684-63-2

#### Opere tradotte in italiano
- Ceneri d'Izalco, trad. Daniela Ruggiu, Sassuolo, Incontri, 2011. ISBN 978-88-968551-7-1
- Alterità, introd. Gioconda Belli, trad. Daniela Ruggiu, coordinam. editoriale Maria Rosaria Notarangeli, Sassuolo, Incontri, 2012. ISBN 978-88-968554-5-4
- Voci, pref. Zingonia Zingone, trad. Zingonia Zingone e Marina Benedetto, Fanna (PN), Samuele Editore, 2015. ISBN 978-88-96526-56-9